# Marianne
| Drenge- | Drenge-   | Pige- | Pige-    | Efter- | Efter-      |
| ------- | --------- | ----- | -------- | ------ | ----------- |
| 1       | Peter     | 1     | Anne     | 1      | Nielsen     |
| 2       | Michael   | 2     | Mette    | 2      | Jensen      |
| 3       | Lars      | 3     | Kirsten  | 3      | Hansen      |
| 4       | Jens      | 4     | Hanne    | 4      | Andersen    |
| 5       | Thomas    | 5     | Anna     | 5      | Pedersen    |
| 6       | Henrik    | 6     | Helle    | 6      | Christensen |
| 7       | Søren     | 7     | Maria    | 7      | Larsen      |
| 8       | Christian | 8     | Susanne  | 8      | Sørensen    |
| 9       | Martin    | 9     | Lene     | 9      | Rasmussen   |
| 10      | Jan       | 10    | Marianne | 10     | Jørgensen   |

Marianne er et pigenavn, som kommer fra fransk, hvor det er enten den franske udgave af Mariamne, der igen er en variant af Maria/Miriam, eller er en sammensætning af Maria og Anna. Pr. 1.1. 2013 er 27.598, som hedder Marianne i Danmark. Andre kendte former er Mariann (1423 personer), Mariane (765 personer), Marianna (321 personer) og Mariana (194 personer).
Sideformer, hvor Jane er indblandet, tæller Marijana (41 personer), Marijanne (34 personer) og Marijane (6 personer).
Figuren Marianne er personifikationen af Frankrigs revolutionære idealer om frihed og fornuft.

## Navnedage
| Dato         | Navn(e)           | Land    |
| ------------ | ----------------- | ------- |
| 4. april     | Marianne          | Sverige |
| 16. april    | Mariane           | Danmark |
| 30. april    | Mariana           | Sverige |
| 21. november | Mariann, Marianne | Norge   |